# Aleppói offenzíva (2016. július–augusztus)
Az aleppói offenzíva (2016. július–augusztus) egy Aleppó déli kerületeiben indított katonai hadműveletre utal, egyet a szíriai felkelői csoportok indítottak július végén. A hadművelet legfőbb célja egy Aleppó belvárosáig elérő utánpótlási útvonal létrehozása volt, miután az előző offenzívában a Hadsereg elvágta a felkelők összes összeköttetését Aleppóval.

## Az offenzíva

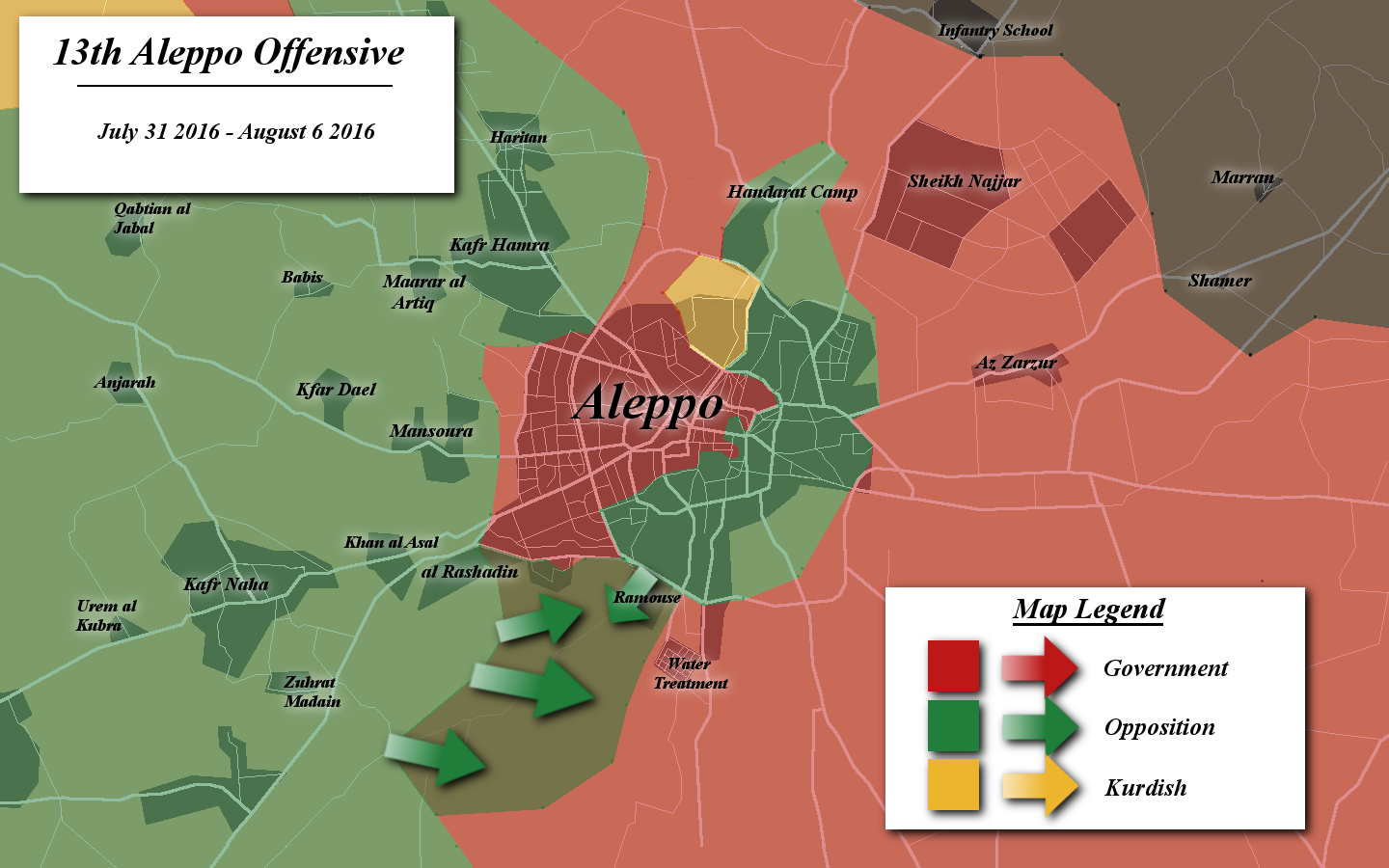
Az offenzíva térképe

### A felkelők kezdeti támadása
Július 31-én a Hódító Hadsereg Aleppó északi és déli részén is ellentámadást indított abban a reményben, hogy fel tudja oldani a felkelők által megszállt területekre nehezedő nyomást. Elszórt lövöldözésekről szóló hírek érkeztek az al-Castello főút környékéről, miközben a felkelők elfoglalták az Al-Hikma iskolát és Aleppó déli külvárosának két hegyét, és egészen a Hadsereg védvonaláig jutottak előre. Ezelőtt a Hadsereg Rashidin kerületben lévő állásai ellen két öngyilkos autóbombával merényletet hajtott végre. Ennek hatására a régi iskola szinte teljesen összeomlott. A nagy léptékű felkelői offenzívában 8000-10.000 harcos vett részt, akik 95 tankot, több száz rakétakilövő használtak fel, és több öngyilkos merénylő is volt az oldalukon. Estére a felkelők elfoglalták Al-‘Amariyah falut, és elérték a közeli 1070-es Lakóprojektet. Az Orosz Légierő ekkor heves légi támadásokba kezdett, hogy ezzel kényszerítsék meghátrálásra az egyre inkább előre törő felkelőket. Az éjszaka folyamán az 1070-es Lakóprojektet is elfoglalták a felkelők. Ezután a harcok az Al-Assad Katonai Akadémia környékén összpontosultak.
Másnap reggel megérkezett az Akadémiához a Hadsereg erősítése, így ellentámadásba kezdtek, és a jelentések szerint elvágták az összeköttetést az Al-Hikma iskola és az 1070-es Lakóprojekt között, így a felkelők a lakóövezetben ragadtak.Ekkor egy itteni támadás vette kezdetét. A felkelők azonban még aznap előre törtek, és elfoglalták azt a Mushrifah (más néven Sharfa) falut, mely egy, a Katonai Akadémiára kilátást biztosító hegy tetején helyezkedik el. Este a Hadsereg ellentámadást indított, melyben visszafoglalták az 1070-es Lakóprojekt területét. Ezen kívül az övéké lett egy hegy és egy gyár, A Hadsereg az orosz légierő heves támogatásával támadást indított a Handarat tábor ellen. Többen úgy gondolták, hogy a tábor elestével újabb utánpótlási útvonalat tud nyitni a Hadsereg Aleppó nyugati része felé. Eközben állítólag több kurd katona sem egyezett bele abba az ajánlatba, hogy hagyják el Aleppó YPG-ellenőrizte részét.

### A Hadsereg ellentámadása, valamint a felkelők támadása Ramouseh és a légvédelmi iskola környékén
Augusztus 2-án a Hadsereg folytatta területszerzését, és az 1070-es Lakóprojekt környékén több fontos állást is megszerzett. Ezen kívül az övé lett Al-‘Amariyah falu és két másik hegy is. A felkelők azonban később támadást indítottak Ramouseh kerület ellen, és két csatornabomba is olyan kormányzati épületek alatt robbant, melyeket a Hadsereg laktanyáknak használt. Így a felkelők Aleppó belsejében, Ramousehben szereztek meg területeket., és megpróbáltak a Katonai Akadémia közelébe kerülni. Délebbre a felkelők ellenőrzésük alá vonták Huwayz falut és Al-‘Amariyah mellett egy hegyet. Ugyanakkor Aleppó nyugati felén a felkelők megtámadták a Minyan Sómalmok területét. Később kiderült, hogy ez egy csapda volt, az oroszok pedig a Hadsereg jelzésére négy jól célzott támadást hajtottak végre, melyben 38 felkelő meghalt. Így ki kellett vonulniuk a területről. Eközben Ramouseh mellett annak ellenére lelassult az előretörés, hogy a felkelők több pontról is ellenőrizték a területet. Ez legfőképp az orosz légi támadások következménye volt. Így végül sikeresen visszaverték a Ramousehnél indított támadást, a felkelők csak igen minimális nyereséget könyvelhettek el, de azt is csak rövid ideig. A Hadsereg visszafoglalta Huwayz falut és a környező hegyeket is. Miközben Aleppó déli végében tovább folytak a heves harcok, a város északi részén a kormány biztosította a Handarat tábor 30%-át. A nap folyamán a harcokban a felkelők sok harcosukat elvesztették, köztük több parancsnokukat is. Egyes kormánypárti híresztelések szerint a felkelők a támadásaikhoz vegyi bombákat is bevetettek. Állítólag irritálta őket, hogy sem az 1070-es komplexumnál, sem a Katonai Akadémiánál, sem a Sómalomnál vagy Ramouseh mellett sem tudtak eredményt felmutatni, és negyedik alkalommal készülnek megtámadni a kormány vonalait. Ehhez több öngyilkos robbantót is bevetnek majd.
Augusztus 3-ra a Hadsereg ellentámadása 5-öt visszafoglalt abból a 8 posztból, melyet a felkelők az offenzíva kezdete óta megszereztek. Az újonnan visszaszerzett területek közé tartozott két falu és két hegytető is. Ekkorra a jelentések szerint a felkelők parancsnokai visszavonták a hat ütemes támadás tervét, és már a következő támadáshullámra koncentráltak.
Augusztus 4-én megindult a felkelők negyedik támadása, melynek célpontjai Ramouseh és Al-‘Amariyah voltak. Egyes források szerint a felkelők ismét elfoglalták Al-‘Amariyah területét és a közelében emelkedő hegyet, más források szerint ennek csak egy részét. Eközben a Hadsereg még mindig az 1070-es Lakókomplexum megszerzésével volt elfoglalva, és orosz légi támogatással az Al-Hikma iskola ellenőrzését akarta visszaszerezni.
Augusztus 5-én a Hadsereg az összes olyan területet elfoglalta, melyet előző nap vesztett el, köztük Al-‘Amariyah falut is. Később a felkelők a Katonai Akadémiánál kezdve két öngyilkos robbantást hajtottak végre kormányzati pozíciók környékén. A heves tüzérségi támadásokkal kombinált robbantások zűrzavart okoztak a kormányerőknél, így a felkelők behatolhattak a bázisra, melynek egy részét el is foglalták. A légi támadások azonban elegendő időt biztosítottak a Hadseregnek az újjászerveződéshez, így ki tudták szorítani a felkelőket a bázis területéről, a támadást pedig visszaverték. A Katonai Akadémia védelmének déli részén azonban még mindig akadt egy rés. Eközben a felkelőkkel a Handarat tábornál folytatott összecsapásokat követően a Hadsereg elfoglalta az Acélgyárat.

### A felkelők támadása a tüzérségi bázison, az ostromgyűrű áttörése
Augusztus 6-án, egy újabb támadást követően a felkelők átvették az Armament iskola és teljes és a Tüzérségi Iskola részleges irányítását, miközben a Katonai Akadémia fele is az ő kezükre jutott. A Tüzérségi iskolát ekkor tüzérségi bázisként használták. A Légi Műszaki iskolánál tovább folytak a harcok. ahol végül a felkelőket visszaverték. Röviddel ezután a felkelők Aleppón kívül és annak területén belül is területeket foglaltak el Ramouseh kerületben, majd egyesítették erőiket, és elfoglalták a kerületet. Ezzel sikeresen elvágták a kormányerők nyugat-aleppói utánpótlási útvonalát. és bejelentették, hogy a Hadsereg ostromgyűrűjét sikerült áttörniük. A felkelők új utánpótlási útvonalát azonban még mindig tűz alatt tartotta a Hadsereg, ezen kívül légi támadások is érték a területet. Így mindkét oldal ostromolta a másikat. A felkelői offenzíva megindítása óta 130 civil vesztette életét, legtöbben a felkelők kormányzati kézen lévő kerületet célzó támadásainak a következtében. A két oldalon mintegy 500 harcos meghalt, akik többsége felkelő volt. A nap végére, mivel megszerezték a Légtechnikai Iskolát, a felkelők ellenőrzése alá került a teljes Katonai Akadémia, miközben a Cementgyár és a katonai házak egy része a kormány kezén maradt. A felkelők miközben elfoglalták a területet, több páncélozott járművet és meg nem határozott mennyiségű lőszert is zsákmányoltak. Ezeket a másnap készített felvételeken lehet látni. A Fatah Halab egy olyan nyilatkozatot bocsátott ki, mely szerint az otthon maradottak, a mecsetbe vagy templomba menekültek, valamint a fegyvert maguktól letevők amnesztiában részesülnek,

## Következmények – Új ütközet
Szeptember 4-én újra indultak a harcok Aleppó keleti részlén, mikor a Hadsereg elfoglalta a Katonai Akadémiát.